# Natação nos Jogos Olímpicos de Verão da Juventude de 2014 - 50 m mariposa Rapazes
As provas de natação' dos' 50 m mariposa de Rapazes nos Jogos Olímpicos de Verão da Juventude de 2014 decorreram a 20 e 21 de Agosto de 2014 no natatório do Centro Olímpico de Desportos de Nanquim em Nanquim, China. O Ouro foi conquistado pelo chinês Yu Hexin, Dylan Carter (Trinidade e Tobago) foi Prata e o holandês Mathys Goosen ganhou o Bronze.

## Medalhistas
| Ouro   | CHN Yu Hexin      |
| Prata  | TTO Dylan Carter  |
| Bronze | NED Mathys Goosen |

## Resultados da final
| Pos.              | Linha | Nadador                  | Tempo total | Diferença |
| ----------------- | ----- | ------------------------ | ----------- | --------- |
| Medalha de ouro   | 4     | CHN Yu Hexin             | 23.69       |           |
| Medalha de prata  | 5     | TTO Dylan Carter         | 23.81       | +0.12     |
| Medalha de bronze | 6     | NED Mathys Goosen        | 24.13       | +0.44     |
| 4                 | 3     | RUS Aleksandr Sadovnikov | 24.16       | +0.47     |
| 5                 | 8     | NOR Armin Porobic        | 24.25       | +0.56     |
| 6                 | 7     | CHN Li Zhuhao            | 24.34       | +0.65     |
| 7                 | 2     | EST Daniel Zaitsev       | 24.57       | +0.88     |
| 8                 | 1     | LAT Janis Saltans        | 24.66       | +0.97     |